# 4608 Wodehouse
A 4608 Wodehouse (ideiglenes jelöléssel 1988 BW3) a Naprendszer kisbolygóövében található aszteroida. Henri Debehogne fedezte fel 1988. január 19-én.